# HNLMS Sumatra (1920)
 (août 2020).
Si vous disposez d'ouvrages ou d'articles de référence ou si vous connaissez des sites web de qualité traitant du thème abordé ici, merci de compléter l'article en donnant les références utiles à sa vérifiabilité et en les liant à la section « Notes et références ».
Pour les autres navires du même nom, voir HNLMS Sumatra.
Le HNLMS Sumatra (en néerlandais : Hr.Ms. Sumatra) est un croiseur léger de classe Java construit pour la Marine royale néerlandaise dans les années 1920.

## Historique

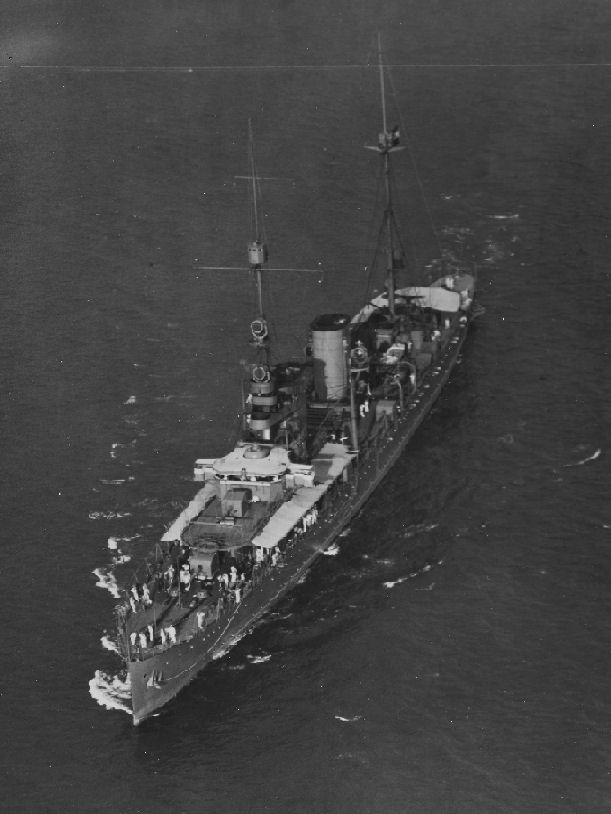
Le Sumatra à Honolulu en 1929.

Le 26 mai 1926, le HNLMS Sumatra est en service dans la Marine néerlandaise. Le 21 septembre, le Sumatra quitte les Pays-Bas pour les Indes néerlandaises via New York, le canal de Panama, San Francisco, Shanghai et Nagasaki.
Le 19 février 1927, le Sumatra est déployé à Shanghai pour protéger les citoyens et les intérêts néerlandais en raison de la montée des tensions entre nationalistes et communistes. Le 23 mars, le Sumatra et un navire de guerre étranger sont sélectionnés pour évacuer des civils après les combats entre les deux partis. Une escadrille de 140 hommes du navire prirent position dans le quartier des affaires de Shanghai. Par la suite, le croiseur retourna à Surabaya, dans les Indes néerlandaises, le 12 mai 1927.
Le 18 juin 1930, il est remis en service après une remise en état complète à Surabaya après un problème sur l'une de ses turbines. Le 28 juillet, le navire retourne à Surabaya pour de nouvelles réparations après un incendie dans la chaufferie pendant les essais de vitesse. Il sera remorqué jusqu'à Surabaya par le Krakatau.
Pendant des exercices avec les destroyers De Ruyter et Evertsen et cinq sous-marins, le Sumatra s'échoua accidentellement sur un récif près de l'île de Kebatoe le 14 mai 1931. Trois jours plus tard, il fut tracté par le HNLMS Soemba et un remorqueur avant d'être remorqué jusqu'à Surabaya pour des réparations qui dureront jusqu'au 21 septembre.
De décembre 1933 jusqu'à la mi-1935, il fut modernisé à Surabaya, où ses quatre canons antiaériens de 75 mm d'origine furent remplacés par six canons de 40 mm.
Le 16 novembre 1935, le Sumatra et les destroyers Van Galen et Witte de With visitent Saigon.
Le 23 août 1936, les navires Sumatra, Java, Van Galen, Witte de With et Piet Hein sont présents à la Fleet Week (en) de Surabaya. Après des entraînements en mer de Chine méridionale, les croiseurs de classe Java et les destroyers Evertsen, Witte de With et Piet Hein firent une visite de la flotte à Singapour le 13 novembre.
Le 8 juin 1938, le navire quitte Tanjung Priok pour les Pays-Bas. Du 8 au 17 juillet, effectue des missions de convoyage pendant la guerre civile espagnole dans le détroit de Gibraltar, retournant à De Helder, aux Pays-Bas, qu'il atteint le 22 juillet. Le 3 septembre, il participe à une revue de la flotte au large de Scheveningen en l'honneur de la reine Wilhelmina.

### Seconde Guerre mondiale

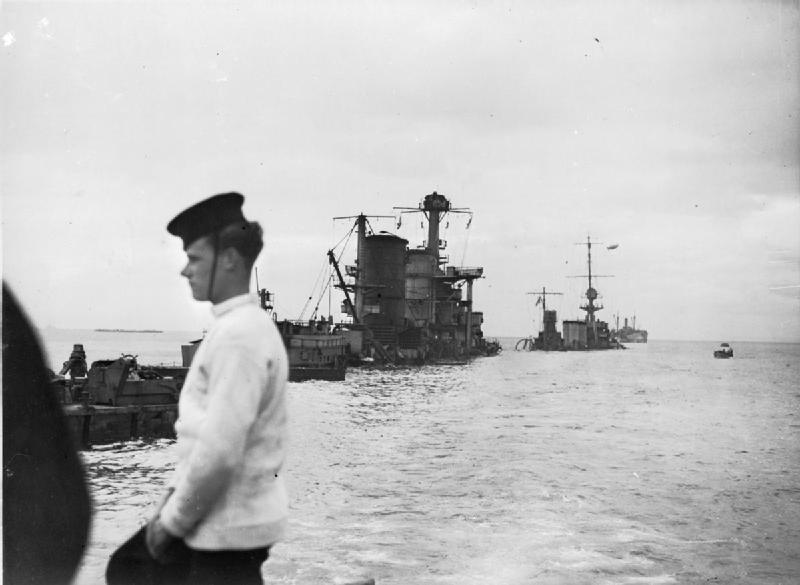
Le Sumatra coulé comme blockship le 9 juin 1944. L'autre navire coulé en arrière-plan est l'.

Lorsque l'armée allemande envahie les Pays-Bas en mai 1940, le Sumatra quitte le pays pour l'Angleterre. Après avoir installé un câble de démagnétisation pour le protéger des mines magnétiques, il se rend à Milford Haven. La princesse Juliana des Pays-Bas et ses filles furent emmenées à bord et transportées à Halifax, au Canada. Par la suite, il fut affecté à des missions d'escorte de convois et participa à la recherche du croiseur auxiliaire allemand Widder.
À l'automne 1940, le Sumatra quitte l'Europe pour les Indes néerlandaises où il est complètement révisé à son arrivée. Après ses réparations achevées en janvier 1942, le croiseur fait route vers Ceylan avant de revenir durant l'année à Portsmouth, en Grande-Bretagne. Des problèmes de propulsion le rendit inapte aux tâches de première ligne. Il fut finalement coulé comme blockship au large de Ouistreham, en Normandie, le 9 juin 1944, pour protéger le port Mulberry artificiel construit par les Alliés dans le cadre de l'opération Overlord. Ses canons de 150 mm furent réutilisés pour remplacer les canons des canonnières de classe Flores.
Le 14 février 1951, son épave est vendue aux enchères pour la ferraille.